# Громник (Малопольське воєводство)
Громник (пол. Gromnik) — село в Польщі, у гміні Громник Тарновського повіту Малопольського воєводства. 
Населення — 3395 осіб (2011).

## Демографія
Демографічна структура станом на 31 березня 2011 року:
|          | Загалом | Допрацездатний вік | Працездатний вік | Постпрацездатний вік |
| -------- | ------- | ------------------ | ---------------- | -------------------- |
| Чоловіки | 1651    | 363                | 1151             | 137                  |
| Жінки    | 1744    | 391                | 1038             | 315                  |
| Разом    | 3395    | 754                | 2189             | 452                  |